# 尼加拉瓜经济
尼加拉瓜经济以农业为主，是中美洲最不发达的国家，按名義GDP计算，是美洲第二不发达的国家。近年来，在丹尼尔·奥尔特加的统治下，尼加拉瓜经济有一定程度的增长。但经济大衰退后，由于美洲和中美洲市场的出口需求减少，农产品出口商品价格下降，该国的经济实际衰减1.5%。随后，由于出口需求的恢复和旅游业的增长，2010年的经济增长了4.5%。尼加拉瓜的经济继续保持增长，初步指标显示尼加拉瓜经济在2011年又增长了5%。  自2008年以来，消费者价格通货膨胀也有所减少，当时尼加拉瓜的通货膨胀率徘徊在19.82%。  在2009年和2010年，该国公布的通货膨胀率较低，分别为3.68%和5.45%。 
汇款是个主要的收入来源，占GDP的15%。汇款主要来自哥斯达黎加、美国和欧盟成员国，约一百万尼加拉瓜人的汇款对尼加拉瓜的经济增长做出贡献。
2004年初，尼加拉瓜在国际货币基金组织和世界银行的重债穷国倡议下获得了约45亿美元的外债减免。2006年4月，中美洲自由貿易協定生效，协定扩大了尼加拉瓜农产品和制成品的出口机会。纺织品和服装出口额占到了尼加拉瓜近60%的总出口额。2007年10月，国际货币基金组织批准了一项额外的减贫和增长机制计划，以支持政府的经济计划。尼加拉瓜依靠国际经济援助来履行内债和外债融资义务，尽管外国捐助者因尼加拉瓜2008年11月选举中普遍存在的选举舞弊指控而削减了对其的援助。

## 经济状况

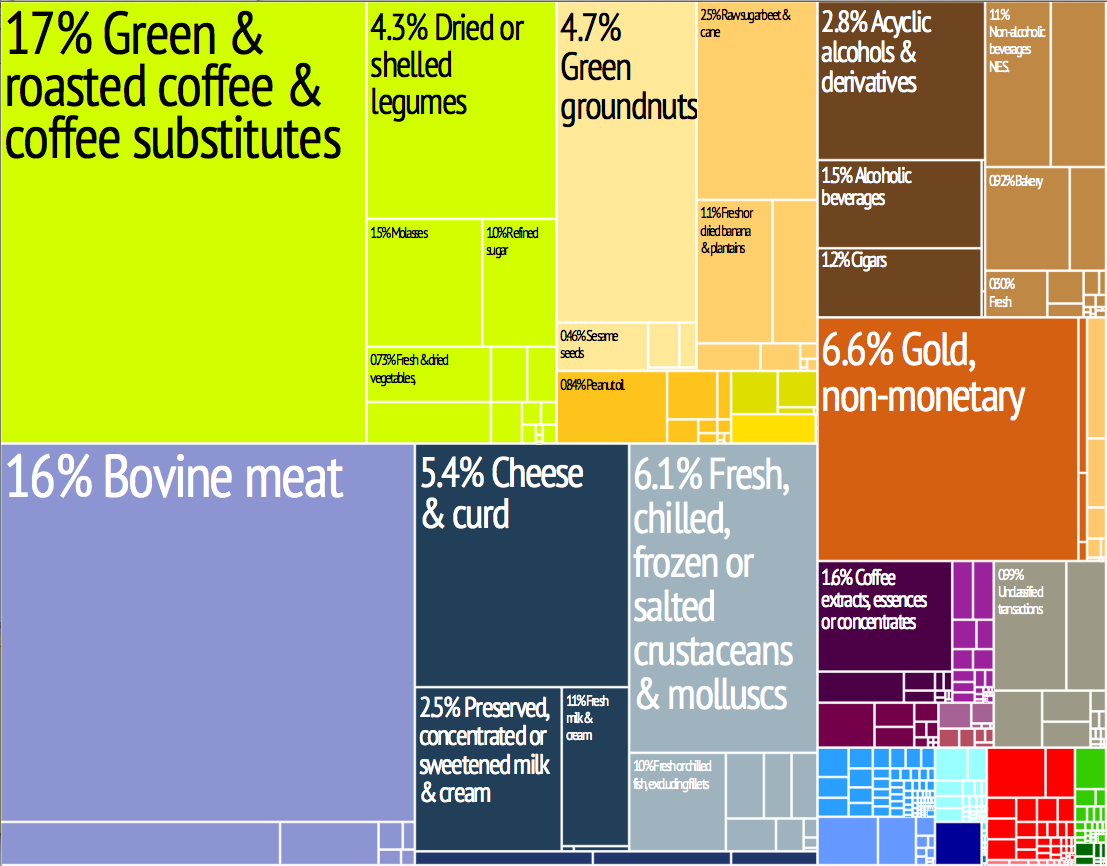
2012年尼加拉瓜出口結構

该国失业率为6.4%。尼加拉瓜深受贸易逆差、预算赤字及沉重的债务负担影响，使其高度依赖来自外国的援助。2001年，来自外国援助几乎占该国GDP的25%。
带动尼加拉瓜经济增长的主要引擎之一是出口加工。尽管咖啡、肉类和糖等传统产品继续在尼加拉瓜的出口清单上占据首位，但现金增长最快的是纺织品以及黄金、海鲜、以及花生、芝麻、甜瓜和洋葱等新农产品。2007年，其出口额在尼加拉瓜历史上首次突破了10亿美元。
虽说尼加拉瓜为农业国家，但在过去几年中，建筑业、采矿业、渔业等规模也在扩大。1999年，流入该国的外国私人投资资本高达3亿美元，但由于经济和政治的不确定性和不稳定性，2001年下降到不足1亿美元。过去12年里，旅游业增长了394%。 迅速的增长使其成为尼加拉瓜的第二大外国投资资本来源。不到三年前，国家对旅游业的投资预算是40万美元；今天，它已超过200万美元。尼加拉瓜在刺激经济快速增长方面面临着一些挑战。目前正在遵循国际货币基金组织的计划，目的是吸引投资，创造就业机会，并通过向外贸开放经济来减少贫困。2000年底，当尼加拉瓜达到重债穷国标准后，债务减免的提议得到推动，但并没因此而获得援助资金，因为尼加拉瓜后来偏离了国际货币基金组织提供的计划。该国还一直在努力解决始于2000年8月的一连串银行倒闭问题。此外，由于财政赤字不断增加，造成大量外汇储备流失。
该国仍然是一个正在复苏的经济体，并将继续实施进一步的改革。2005年，作为重债穷国，八大工業國組織的财政部长同意免除尼加拉瓜的部分外债。根据世界银行的数据，尼加拉瓜的国内生产总值约为49亿美元。最近，在2007年3月，波兰和尼加拉瓜签署了一项协议，清销了尼加拉瓜政府1980年代借的3060万美元债务。
美国为该国最大的贸易伙伴，占尼加拉瓜25%的进口额，约60%的出口额。大约有25家美国公司的全资或部分控股子公司在尼加拉瓜开展业务。这些业务中最大的是能源、通信、制造业、渔业和养虾业；而旅游、采矿、特许经营和进口消费品、制造业和农业产品的分销方面，都有着扩大外国对其投资的机会。尼加拉瓜东北部也有铜矿。2012年按购买力平价计算的国内生产总值（GDP）估计为200.4亿美元，按购买力平价计算的人均GDP为3,300美元，使尼加拉瓜成为西半球第二不发达的国家。服务业是GDP的最大组成部分，占56.7%，其次是工业，占25.8%（2012年）。农业占GDP的17.5%，其是中美洲国家中最大占比例。尼加拉瓜的劳动力估计为296.1万人，其中28%从事农业，19%从事工业，53%从事服务业（2012）。

## 经济展望
尼加拉瓜已批准了与美国、多米尼加共和国、墨西哥和台湾等国的自由贸易协定。同时，商业环境也在不断得到改善，尼加拉瓜在各种独立评估中都获得了良好排名。世界银行发布的《2011年营商环境报告》对183个国家的投资环境的各种指标进行了基准评估，在开办企业、投资者保护等方面，尼加拉瓜在中美洲排名第一。此外，该国在以下方面有所改善：营商便利性、财产登记、纳税、跨境贸易和合同。